# Arthur Dion Hanna
Pour les articles homonymes, voir Hanna.
Arthur Hanna, né le 7 mars 1928 à Acklins (Bahamas) et mort le 3 août 2021 à Nassau (Bahamas), est un homme d'État bahaméen, gouverneur général des Bahamas du 1er février 2006 au 14 avril 2010.

## Biographie
Arthur Dion Hanna est né en 1928. Sa famille a déménagé à Hope Town, à Elbow Cay, à Abaco, aux Bahamas, où son père était gardien de phare pour le fameux phare aux rayures de bonbons rouges et blancs. Bien que la population de Hope Town soit à prédominance blanche et que l'île ait été colonisée par des loyalistes britanniques bannis des colonies américaines après la révolution américaine, Hanna va à l'école puis déménage à Nassau et s'implique dans la politique à partir des années cinquante.
Membre du Parti libéral progressiste, Hanna a représenté la circonscription de Ann's Town, dans la circonscription de Nassau, en tant que député à l'Assemblée des Bahamas de 1960 à 1992.
Au cours de cette période, Hanna occupe plusieurs postes importants au sein du cabinet, notamment celui de vice-Premier ministre de 1967 à 1984.
En 1984, Hanna démissionne de son poste de vice-Premier ministre pour protester contre le fait que le Premier ministre, Sir Lynden Pindling, avait retenu des collègues du cabinet qui avaient été vivement critiqués par une commission d'enquête royale de la même année. La Commission a été créée pour enquêter sur les allégations de corruption de haut niveau qui seraient liées au commerce de drogue florissant des années 1980.
Sa démission a lieu une semaine après le limogeage du cabinet d’Hubert Ingraham et de Perry Christie, qui se seraient également fermement opposés à la présence dans le cabinet de ministres ternis par la commission et qui auraient ensuite exercé des mandats successifs de Premier ministre.
Le 1er février 2006, Hanna est nommé gouverneur général des Bahamas par la reine Élisabeth II, reine des Bahamas, sur l'avis du Premier ministre Perry Christie.
Il prend sa retraite le 14 avril 2012 et Sir Arthur Foulkes lui succède.
En 2014, le premier bateau de patrouille de la classe Legend des Forces royales de défense des Bahamas a été commandé sous le nom de HMBS Arthur Dion Hanna.